# باتريك موديست
باتريك موديست (بالإنجليزية: Patrick Modeste)‏ (مواليد 30 سبتمبر 1976 في غرينادا) لاعب كرة قدم غرينادي دولي يجيد اللعب في خط الدفاع .

## روابط خارجية
- باتريك موديست على موقع الاتحاد الدولي (مؤرشف)  (الإنجليزية)
- باتريك موديست على موقع قاعدة بيانات كرة القدم.إي يو (الإنجليزية)
- باتريك موديست على موقع ناشيونال فوتبول تيمز (الإنجليزية)
- باتريك موديست على موقع Soccerway.com (الإنجليزية)